# Семенкара Небенну
Семенкара Небенну — фараон Древнего Египта, правивший приблизительно в 1765 — 1763 годах до н. э. Представитель XIII династии (Второй переходный период).
Тронное имя этого царя Семенкара упоминается в Туринском папирусе (VI,11) после фараона Сеанхибра и перед Хотепибра. В 1984 году на Синае в местечке Гебель-эль-Зейт, где добывали свинцовую руду, была найдена разбитая фаянсовая стела. На одной стороне стелы изображён фараон Семенкара Небенну, делающий подношение богу Птаху. Над головой фараона в картуше написано тронное имя фараона Семенкара. Бог Птах на этой стеле носит эпитет «К югу от его стены», произошедший от названия храма Птаха в Мемфисе, расположенного на южной окраине города. На оборотной стороне стелы изображён тот же фараон, только теперь над его головой в картуш вписано его личное имя Небенну, а подношение он делает не Птаху, а богу Хору, наделённому эпитетом «Владыка чужих стран».
Продолжительность правления Семенкара Небенну в Туринском папирусе не сохранилась, за исключением конца. Можно только прочесть: «[…] и 22 дня». Некоторые египтологи (К. Рихолт, Д. Ситек, J.Kinnaer) приписывают ему царствование в 2 года, другие (Р. Краусс, Д. Франке, Т. Шнайдер) утверждают, что его правление вряд ли продолжалось более года. Рихольт указывает на отсутствие родственных связей между Семенкара Небенну и его предшественником. Таким образом, он заключает, что Семенкара Небенну, возможно, узурпировал трон.
Хотя мало что известно о правлении Семенкара Небенну, существование его стелы показывает, что в этот период правители XIII династии всё ещё обладали достаточной властью для организации горных экспедиций на Синай для доставки руды и строительных материалов и производства предметов роскоши.  

## Имена Семенкара Небенну
| nswt&bity |

| nswt&bity |

| N5 | S29 | Y5 · N35 | D28 |

| N5 | S29 | Y5 · N35 | D28 |

| N5 | S29 | Y5 · N35 | D28 |

| N5 | S29 | Y5 · N35 | D28 |

| N5 | S29 | Y5 · N35 | D28 |

| N5 | S29 | Y5 · N35 | D28 |

| N5 | S29 | Y5 · N35 | D28 |

| N5 | S29 | Y5 · N35 | D28 |

| Ca1 | N5 | S29 | Y5 · N35 | D28 | Z1 | Ca2 |

| Ca1 | N5 | S29 | Y5 · N35 | D28 | Z1 | Ca2 |

| G39 | N5 |

| G39 | N5 |

| V30 | N35 · Z2s | n · nw · w |

| V30 | N35 · Z2s | n · nw · w |

| V30 | N35 · Z2s | n · nw · w |

| V30 | N35 · Z2s | n · nw · w |

| V30 | N35 · Z2s | n · nw · w |

| V30 | N35 · Z2s | n · nw · w |

| V30 | N35 · Z2s | n · nw · w |

| V30 | N35 · Z2s | n · nw · w |

| XIII династия                |                                                      |                     |
| Предшественник: Аменемхет VI | Фараон Египта XVIII век до н. э. (правил 1 — 2 года) | Преемник: Хотепибре |